# اسماعیل بن ابراهیم جحاف
اسماعیل بن ابراهیم جَحّاف (۱۶۱۵ - ۱۶۸۶م) فقیه، زبان‌شناس، ادیب و شاعر عربی یمنی بود که به پزشکی نیز دانا بود و نزد المتوکل، اسماعیل بن قاسم، پیشوای زیدی روزگارش، قاضی بود. 